# 近鄰超新星工場計畫
近鄰超新星工廠計畫（Nearby Supernova Factory，SNfactory）是由Greg Aldering領導的一個合作實驗團隊，目的在蒐集更多之前在過別的計畫中所研究過的Ia型超新星資料，和通過對它們的研究，以增加對宇宙膨脹和暗能量的了解。
這個計畫是由劳伦斯伯克利国家实验室的超新星宇宙學計畫（Supernova Cosmology Project，SCP）開始，但是SCP偏重於紅移值大約在1.2，也就是87億光年距離上的超新星。SNfactory 搜索紅移在0.03到0.8的超新星，對應的是4億到11億光年的距離。
SNfactory使用高度自動化的”管道”，對NASA的近地小行星追蹤計畫的圖像進行處理，從其中尋找有希望的候選者。然後使用夏威夷大學位於毛納基山頂的88-英寸（2.2-）望遠鏡的超新星積分場攝譜儀專案進行觀測。 
從專案獲得的結果將用在精煉超新星/加速度探測計畫。

## 外部連結
- Nearby Supernova Factory